# 图书馆

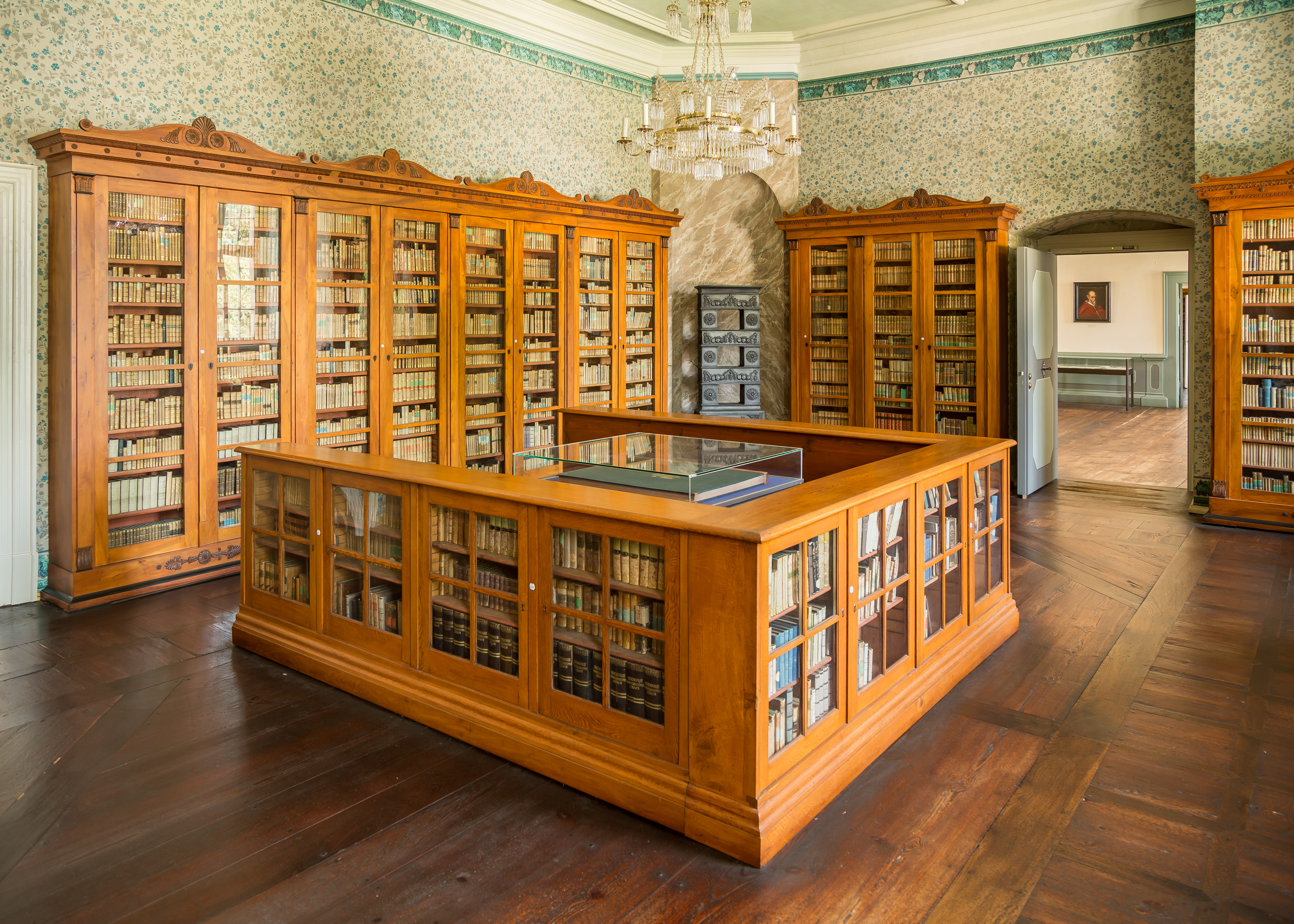
圖書館

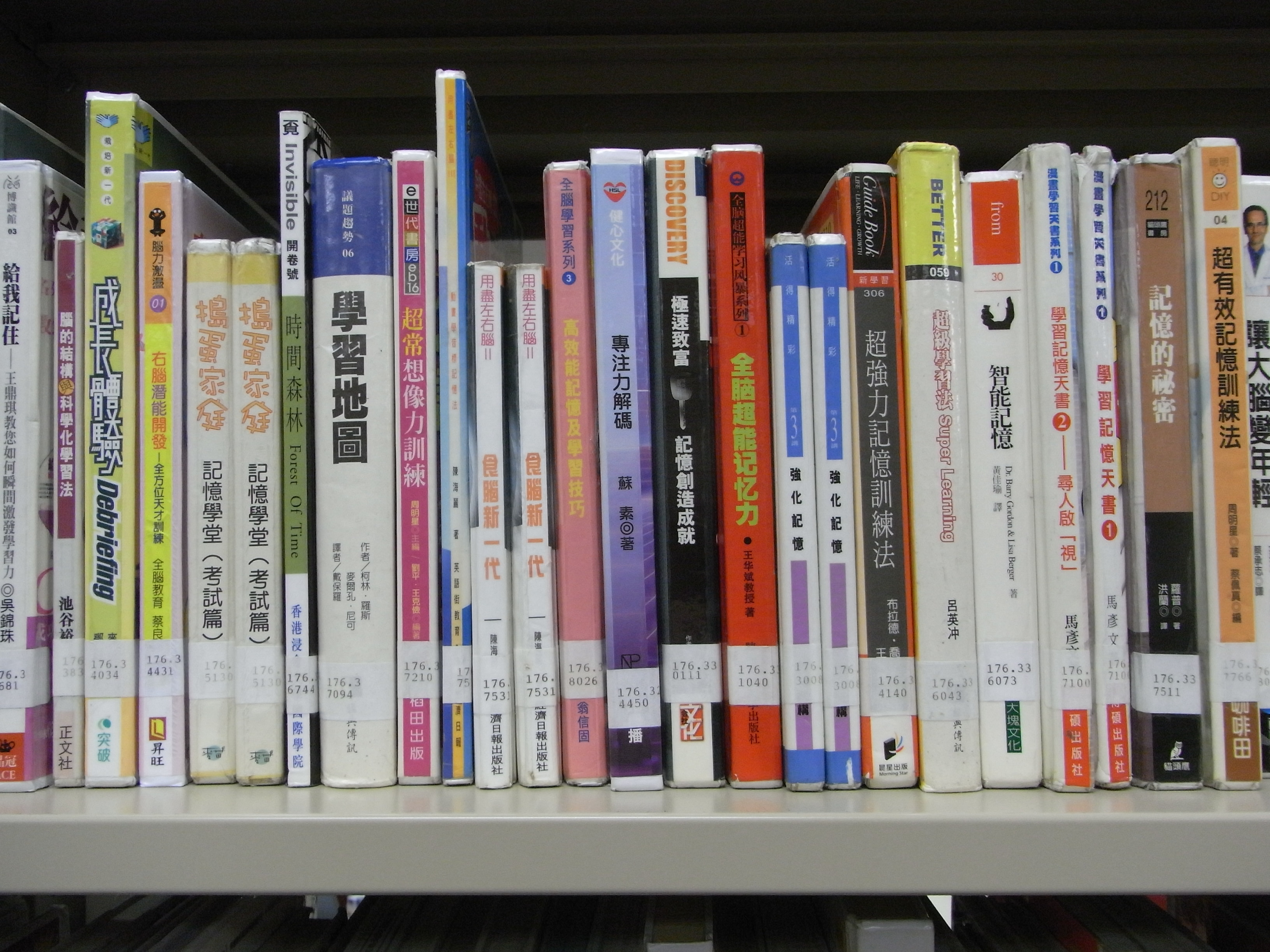
香港石塘咀公共圖書館內的書架一角，圖中書籍的書脊均貼上索書號標籤，方便讀者檢索

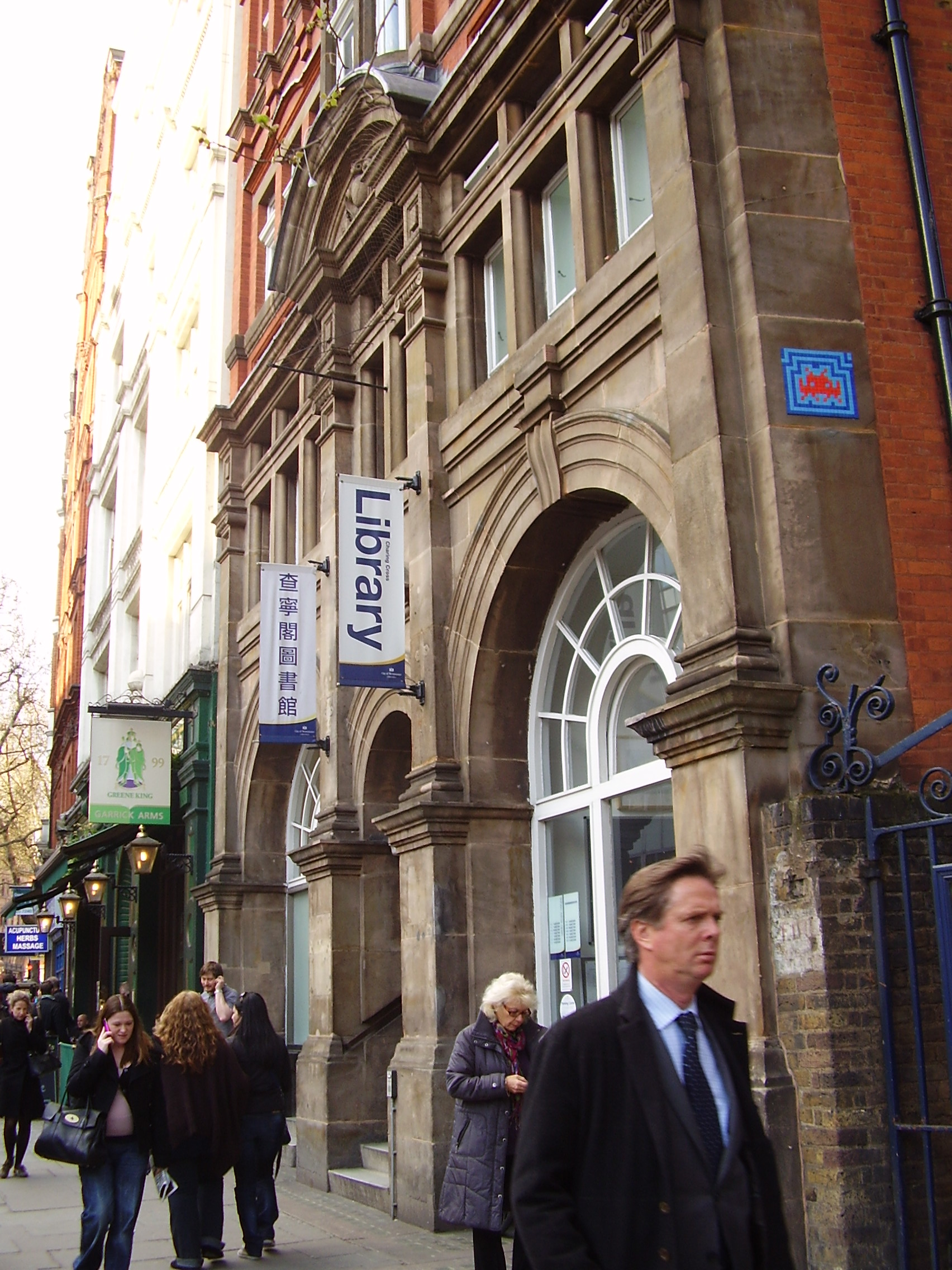
查寧閣圖書館 (Charing Cross Library)

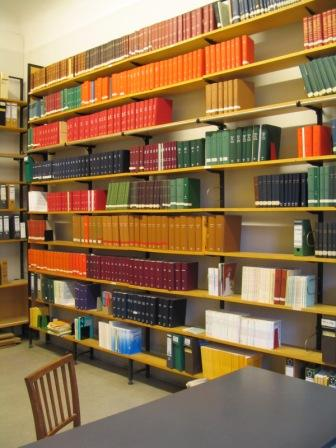
柏林自由大学东亚图书馆(期刊室)

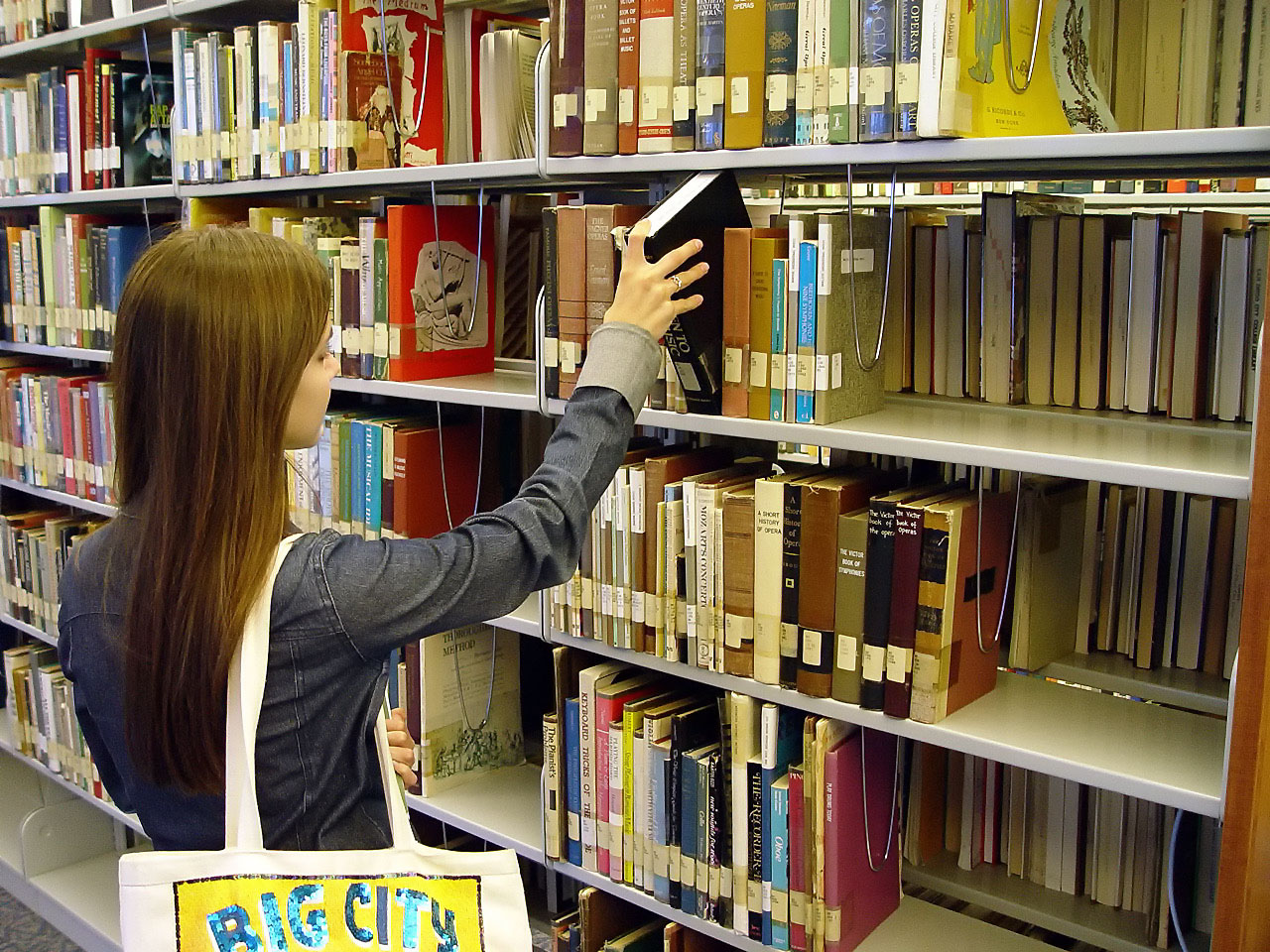
聖地牙哥城市學院學習資源中心圖書館使用的情況

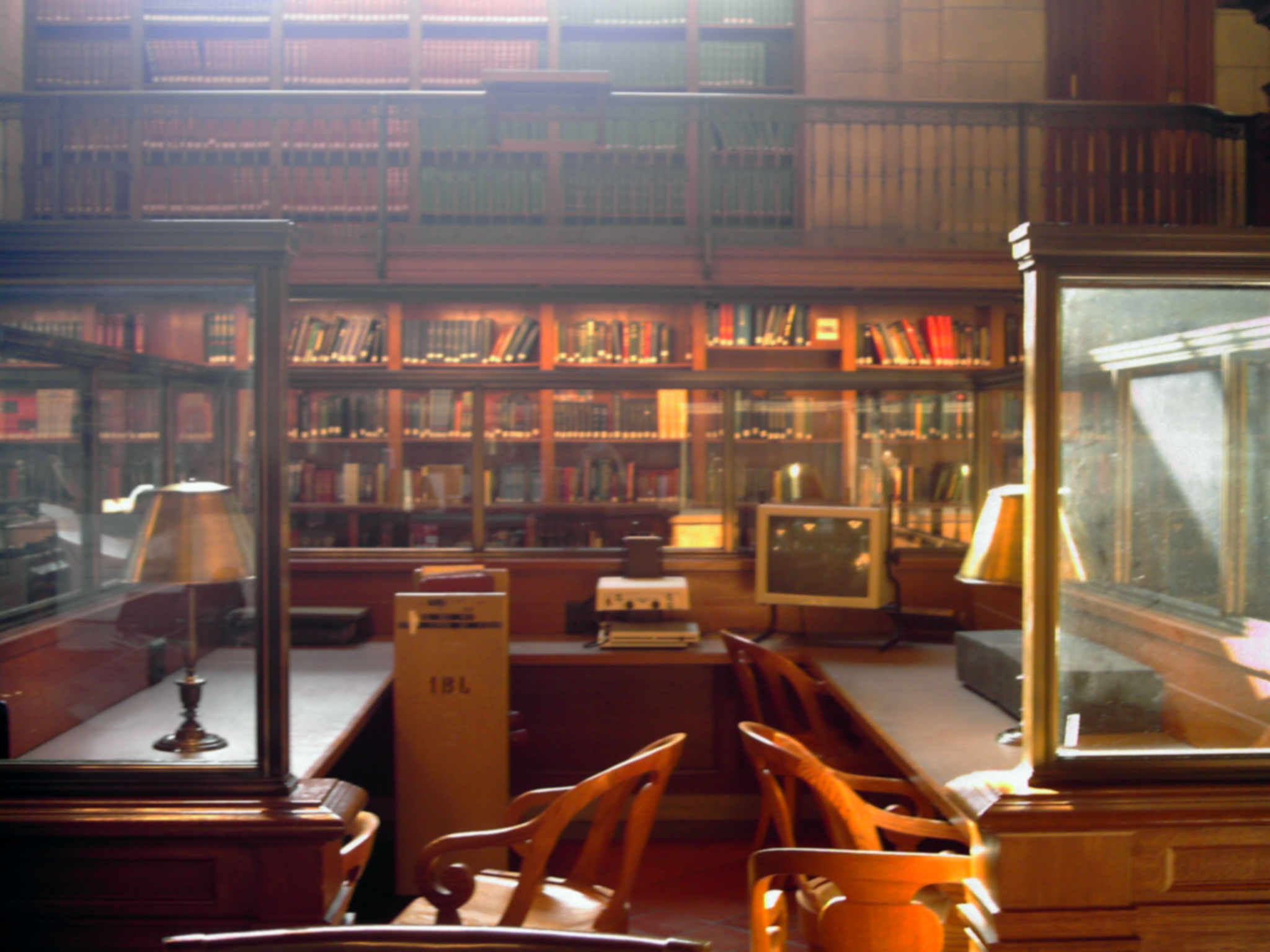
現代圖書館已經設有電腦工作站

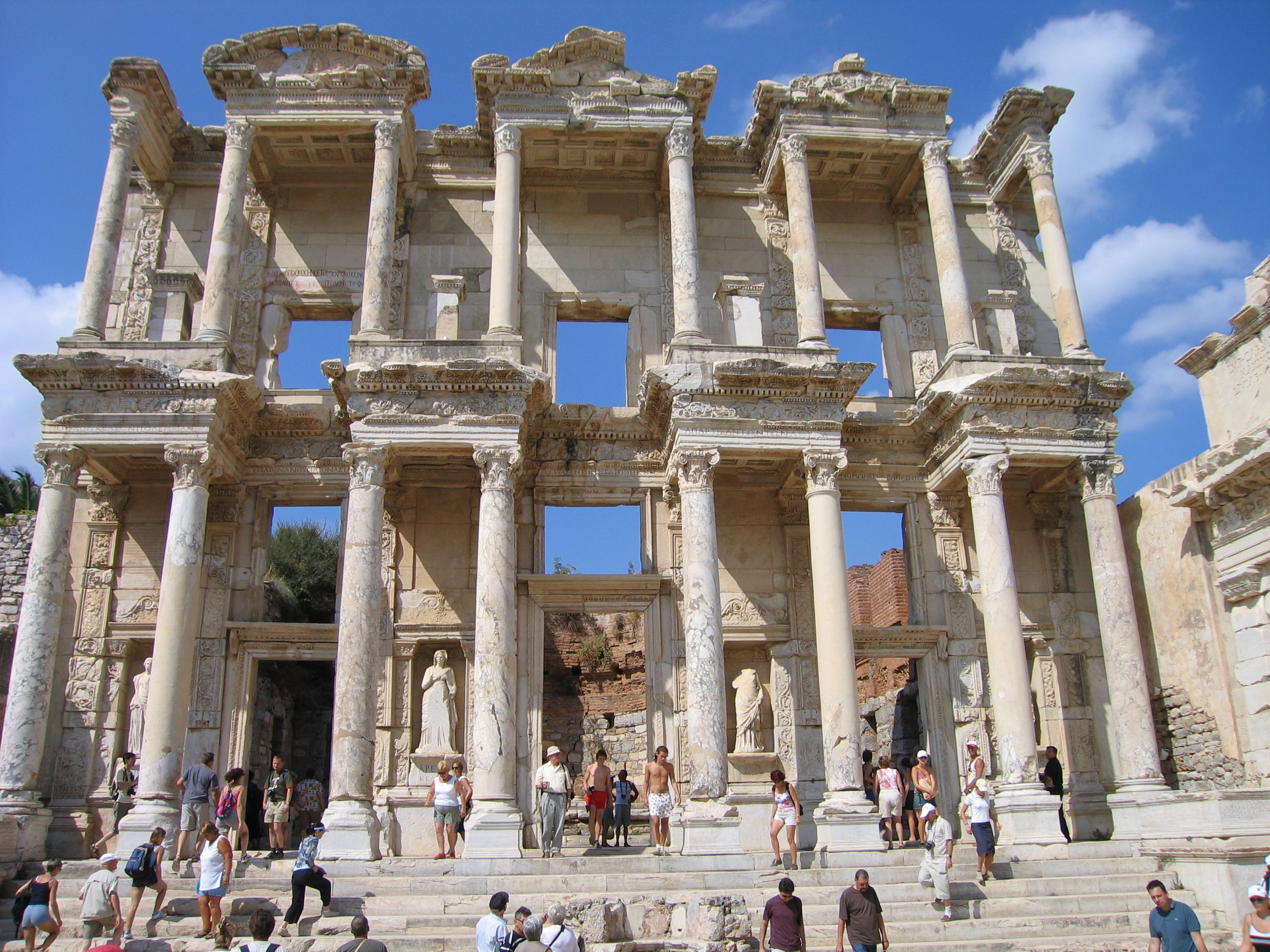
位於土耳其塞爾蘇斯圖書館遺跡

圖書館指蒐集、整理及保存圖書資訊，以服務公眾或特定對象之設施，旨在建立及維護館藏，以滿足其資訊、研究、教育、文化或休閒的需求。圖書館是个收藏资讯、原始资料、资料库并提供相关服务的地方，可以由公共团体、政府机构或者私人组织开办。圖書館在人類文明發展及歷史存留具顯著作用，是人類智慧的寶庫。
在传统意义上，图书馆是收藏书和蒐集各种出版物的地方。然而，现在資料保存已经不止是保存图书，许多图书馆把地图、印刷品，或者其他档案和艺术作品保存在各种载体上，比如微缩胶片、磁带、CD、LP、盒式磁带、录像带和DVD。图书馆通过访问CD-ROM、订购数据库和互联网提供服务。因此，人們漸漸把现代图书馆重新定义为能够无限制得获取多种来源、多种格式的信息。除了提供资源，图书馆还有专家和图书馆员来提供服务，他们善于寻找和组织信息，并解释信息需求。近些年，人们对图书馆的理解已经超越了建筑的围墙，读者可以用电子工具例如电子书获得资源，图书馆员用各种數位工具来引导读者和分析海量知识。图书馆的另一作用是收藏人们不愿意购买（或者无力购买）的資源，作為館藏提供大眾使用或查閱。
幾乎全世界所有圖書館都會要求保持安靜，以免影響別人。

## 寫法
圖書館又稱圖書舘，在中國大陸舘被當做館的異體字，已極少使用。
圖書館亦稱圕，即囗裡面一個書，一個字讀三個音：「圖書館」，屬於合字。近代圖書館學家杜定友（1898年-1967年）曾於1924年創「圕」字來代替「圖書館」一詞，於當時中日學術文化界也曾流行一時。至今中華民國教育部仍有「金圕獎」，以表揚優良圖書館。1926年，日本雜誌《圕》以「圕」字命名，杜定友對《圕》第一期所有文章中「圕」字的使用情況加以統計，統計結果是──該刊用「圕」字436次，如用舊例「圖書館」則須用1308字。圕在中國大陸貴州財經大學圖書館內仍被使用。

## 历史
第一座图书馆用来存放未出版的记录，这种特殊的图书馆现在称为档案馆。考古学家从苏美尔人的古代城邦发现了一座神庙，有一个房间放满了写着楔形文字的泥板。这些档案几乎都是商业事务记录或者详细目录，仅有很少的记录了神的事情、历史记录和传说。同样的情况也发生在用莎草纸记录的古埃及神庙中。
最早的私人档案保存在烏加里特，除了通信和财产目录，神话课本可能是用来培训新书记员的。收集非档案类的文艺作品的私有或私人的图书馆最早出现在古希腊。第一个在公元前5世纪前后。2世纪晚期，古希腊的著名图书收藏家獲列在智者之宴（Deipnosophistae）內。所有這些圖書館的書籍都是用希臘語寫成，在智者之宴（Deipnosophistae）裡浸淫於海倫文化的收藏家忽略了那些在羅馬默默無聲的圖書館。
在古代中國，圖書館被叫做藏書閣，又被叫做藏經閣。

## 概况
收藏、利用和提供书和其他出版物如杂志、影像资料、微缩胶片和电子出版物等等。图书馆向使用者或部门提供其所收藏的资料，文献和資訊的服务。图书馆也有教育场所或改善读者阅读习惯的任务。现代图书馆的发展方向是向读者提供一个資訊汇集，便于查找和使用資訊及方便读者学习的地方。像美国的一些大学图书馆为了最大程度的满足读者，图书馆24小时开放。
在華語國家，圖書館可能會依不同出版物，分有中文圖書區、外文圖書區、視聽中心、兒童圖書室，另外還有自修室、閱報室、雜誌區，較大型的圖書館設有放映室，不定期舉行電影欣賞，並在影片過後進行有主題式的討論或講習。由於電腦網路資訊發展，許多圖書館也設置了上網區，供民眾上網查詢資料。
在图书馆中工作的人称为圖書館員，有关图书馆以及其它資訊管理部门的管理、组织和功能的科学称图书馆学。有一些大學專門設立圖書館學系、圖書資訊學系，為服務大眾，圖書館也是一個專門的領域，尋求專業的知識。

## 設備

### 圖書館空調設備
圖書館空調設備因為必須顧慮到保存藏書的品質，所以必須兼顧空氣中的溼度與溫度。一般而言，高溫高濕時會加速纖維氧化分解，也會增加黴菌等微生物的活性而危害紙張，因此溫度20℃、濕度50﹪為書籍理想保存條件。有些圖書館，還設立專門保藏書籍的櫃子，或是一個圖書空間，長年累月控制溫度和濕度，以便保存書籍，通常是專門圖書館設有這樣的圖書空間來收藏專業書籍。

## 在图书馆内找到需要的文献
图书馆的文献一般都按一定的系统分类收藏。读者可先根据书籍分类找到其所在的类别來查找。讀者还可以按作者；书名；书号（ISBN）；导出词等其他项目来找到他所需要的具体文献。在现今图书馆中这些项目都编辑在电子数据库中，也就是OPAC（网上书目），以便于读者的查找。

## 图书馆的类別
图书馆的大小，功用及所有者有所不同。

### 以機構來分類

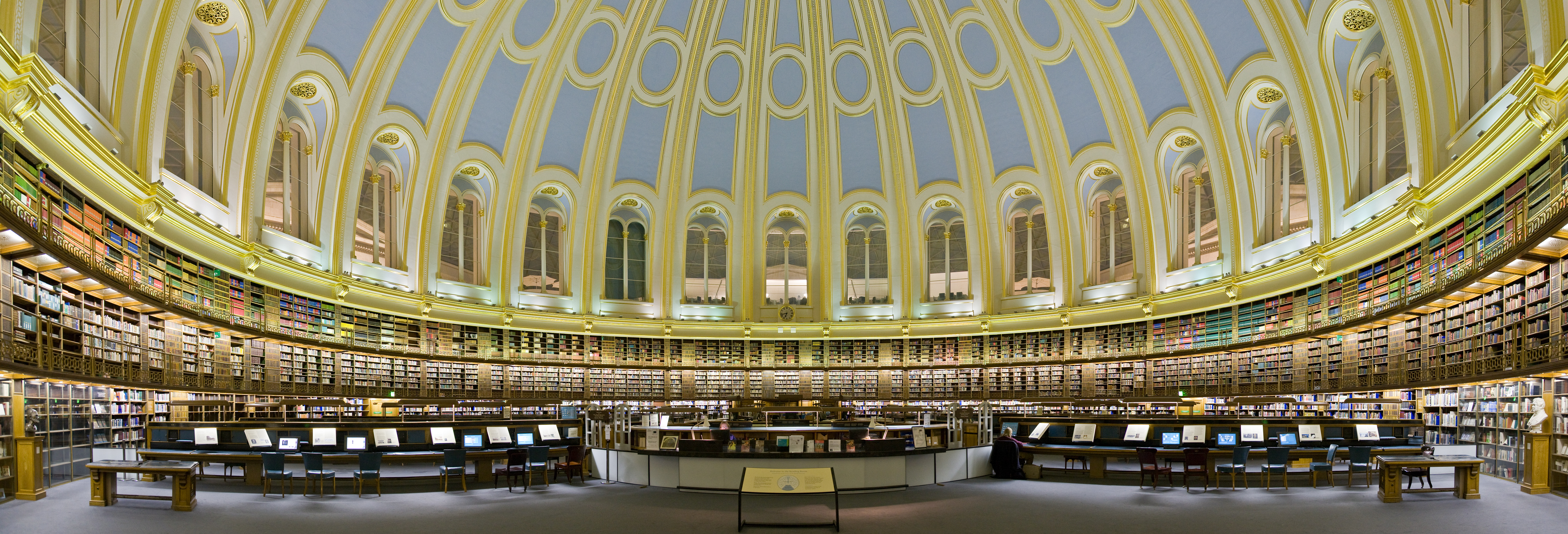
倫敦的英國博物館閱讀室

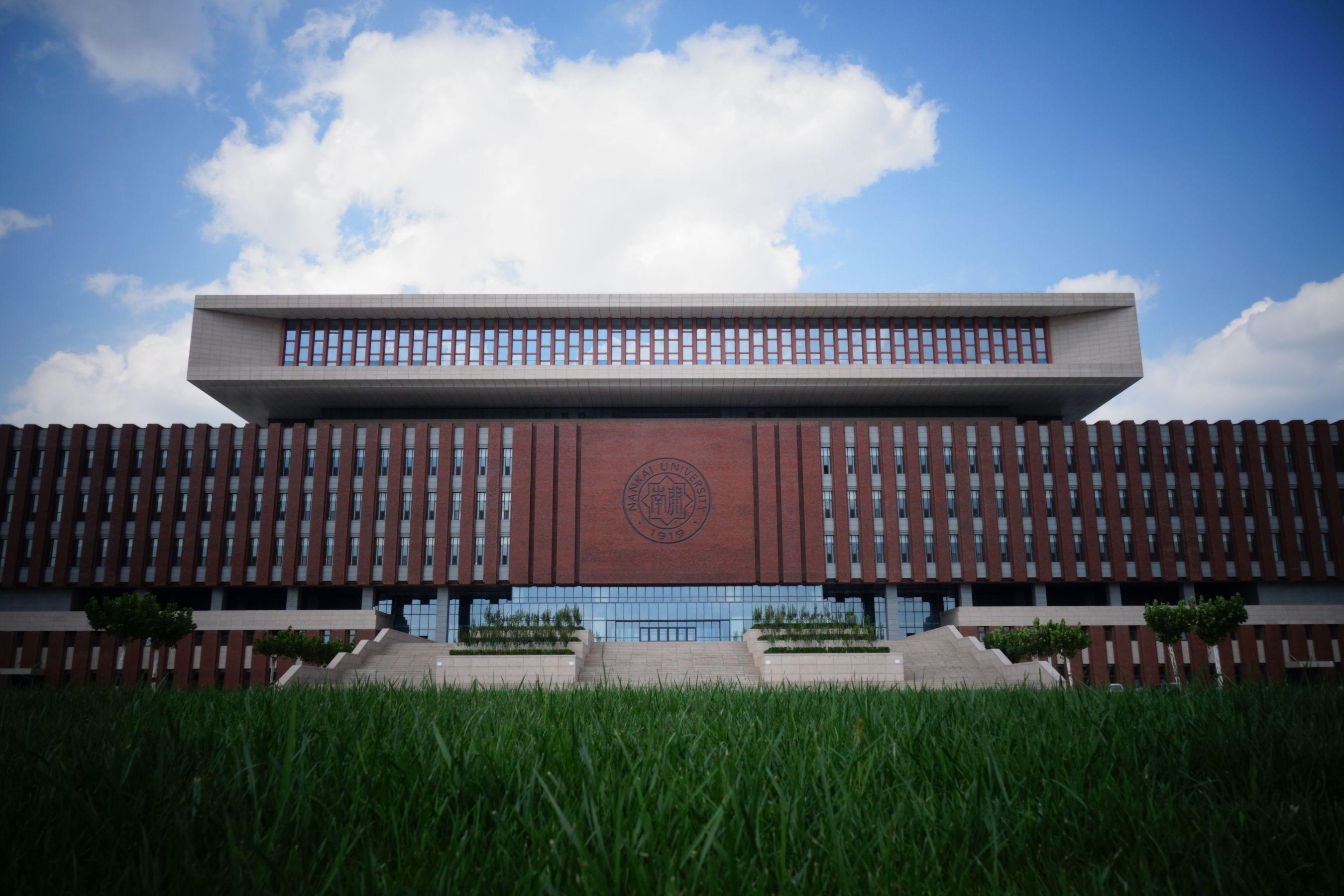
南开大学津南校区图书馆

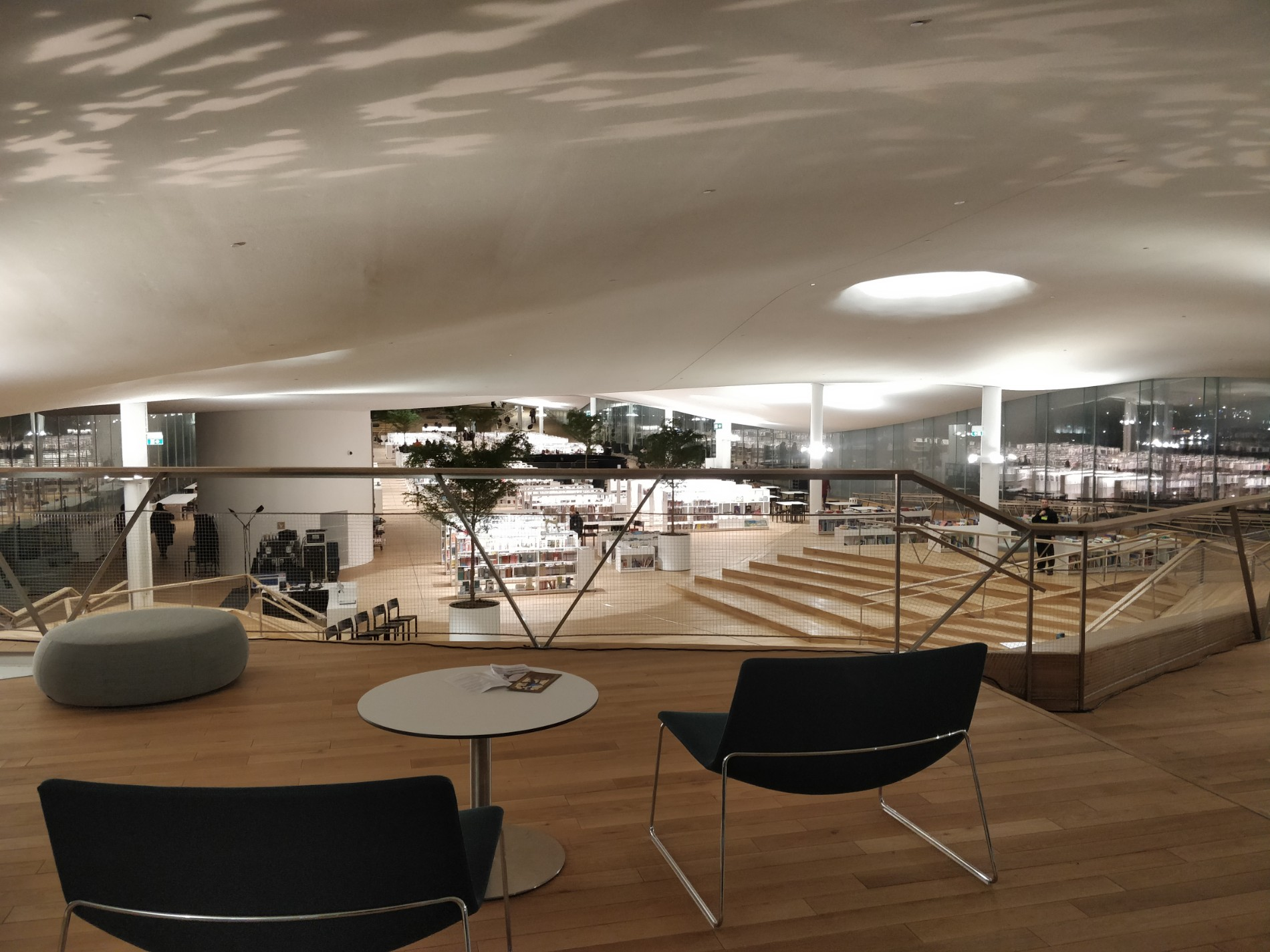
赫尔辛基颂歌中央图书馆内部

#### 国家图书馆
指由中央主管機關設立，以政府機關（構）、法人、團體及研究人士為主要服務對象，徵集、整理及典藏全國圖書資訊，保存文化、弘揚學術，研究、推動及輔導全國各類圖書館發展之圖書館。

#### 公共图书馆
指由各級主管機關、鄉（鎮、市）公所、個人、法人或團體設立，以社會大眾為主要服務對象，提供圖書資訊服務，推廣社會教育及辦理文化活動之圖書館。
- 公立公共圖書館：係指由各級政府所設立，依政府組織層級區分為國立圖書館、直轄市立圖書館、縣（市）立圖書館及縣（市）文化局（中心）圖書館（簡稱縣市圖書館）、鄉（鎮、市）立圖書館（簡稱鄉鎮圖書館）。
- 私立公共圖書館：係指由個人、法人或團體成立，以社會大眾為主要服務對象，提供圖書資訊服務，推廣社會教育及辦理文化活動之圖書館。

#### 学术图书馆

##### 學校圖書館
學校圖書館主要是指高中職、國民中小學裏的圖書館或圖書室，主要任務為支援老師教學和協助學生學習，服務對象為全校學生和教職員。
因此，學校圖書館典藏具有輔助教學與學習的資料為主，並依照學校課程教材及師生需要，提供必要的支援，有時亦稱為教學媒體中心。
在現今注重自我學習的教學趨勢之下，學校圖書館角色日顯重要，而學生的多元化學習、拓展學習領域，進而養成閱讀與自學的習慣，亦由此開始。

#### 專門圖書館
如法律圖書館、电影图书馆、醫學圖書館、盲人图书馆、藝術圖書館、金融圖書館、宗教圖書館等均是專門圖書館。

### 以內容主題來分類
通常來說，主題圖書館有法律圖書館、建築圖書館、美術圖書館、醫學圖書館、軍事圖書館、神學圖書館等。

### 以使用者來分類

#### 軍人圖書館
军人用的图书馆。

#### 盲人圖書館
为盲人开设的图书馆，提供盲文书籍与有声读物。

#### 兒童圖書館
提供兒童良好的閱讀環境，很多家長會帶著孩子進去。裡面有漫畫、小說、和一些文學史的書。

#### 金融圖書館
銀行或金融書籍方面的圖書館。

### 服務對象
圖書館必須改善環境，以提供服務的讀者可以分為下列六大類：
- 無法移動之殘障人士（Non ambulatory disabled）：永久性或暫時性的某種程度的四肢無法活動，而必須乘坐輪椅者。輪椅限制讀者的視線範圍和雙手的伸展範圍，也改變讀者的移動方式。設計時應該考慮設置坡道，避免設置台階和門檻，並提供足夠的空間，以利輪椅行走或迴轉。傢具設備亦應略加調整以配合乘坐輪椅的讀者使用。
- 半移動之殘障人士（Semi-ambulatorydisabled）：有行走困難者，必須使用輔助器材，包括：使用拐杖、手杖、支架、平衡器，以及曾接受截肢手術者，和罹患有肺病、心臟病、或關節炎者。設計時應該考慮地板要防滑，每層樓梯不宜過長且應裝設扶手，並於適當高度設置平台以供休息　或辨識方位。
- 視覺障礙者（Sight disabilities）：包括全盲和任何程度視覺障礙，足以讓一個人感到不安或暴露於危險者，均應加以考慮。現今圖書館錄音資料的收藏愈來愈豐富，對視障讀者而言是一大福音，應該讓視障讀者也能利用公共圖書館，若如傳統觀念所倡導興建盲人圖書館來服務盲障讀者，反而造成其可用性的限制，畢竟不是每個地區均能廣設盲人圖書館，但是公共圖書館卻已是處處林立，何不將環境稍加改善，以使盲障讀者可就近利用，即時獲取新知。在設計時要考慮完整貫徹的點字和顯目的標示，同時配置相關設施，如提供放大設備供視弱者利用等。
- 聽覺障礙者（Hearing disabilities）：聽覺的障礙也會讓一個人感到不安，甚至陷於危險。設計時應考慮公用電話加裝擴音功能，提供視覺警告訊號，如緊急出口裝置閃光標示等。
- 平衡機能障礙者（Neuromuscular im-pairments）：包括任何肢體控制困難或動作協調失衡者。設計時應該考慮公共設施，如門把的可用性，飲水機之操作採槓桿式而非按鈕式等。
- 老年人（the disabilities of aging）：因為年齡因素而造成的體力、聽力、視覺、平衡、中樞神經等機能之衰退所產生的障礙，可能包括上述各項，以及巧緻動作的障礙，如行動遲緩、反應較慢、抓握和彎腰屈背的能力降低、平衡感較差等。

### 全球重要图书馆
- Library of Congress（页面存档备份，存于） （美国国会图书馆）
- British Library（页面存档备份，存于） （大英图书馆）
- Bibliothèque nationale de France （法国国家图书馆）
- Staatsbibliothek zu Berlin （柏林国家图书馆）
- National Library of China （中国国家图书馆）
- Bodleian Library（页面存档备份，存于） 牛津大学博德利圖書館
- Cambridge University Library（页面存档备份，存于） 剑桥大学图书馆
- 悉尼大学的Fisher Library图书馆  - 南半球最大的图书馆，藏有大量具有历史价值的书籍
- Bibliotheca Corviniana（页面存档备份，存于） （布达佩斯）
- Bibliothek von Alexandria（页面存档备份，存于） （埃及）
- Vatikanische Bibliothek（页面存档备份，存于） （罗马）
- University of Auckland Library（页面存档备份，存于） （奥克兰大学图书馆）
- Biblioteca Joanina （若昂尼娜图书馆葡萄牙）
- National Central Library（页面存档备份，存于） (國家圖書館)

## 参見
- 圖書館選址、圖書館採光
- 图书馆学、图书管理员（北京大学图书馆毛泽东教员）
- 图书扫描、Google图书、網路圖書館、数字图书馆、电子图书馆、电子出版
- 法定送存、版本图书馆、国家图书馆、档案
- 打书钉、书店、租书店